# Hiéroglyphe égyptien A53

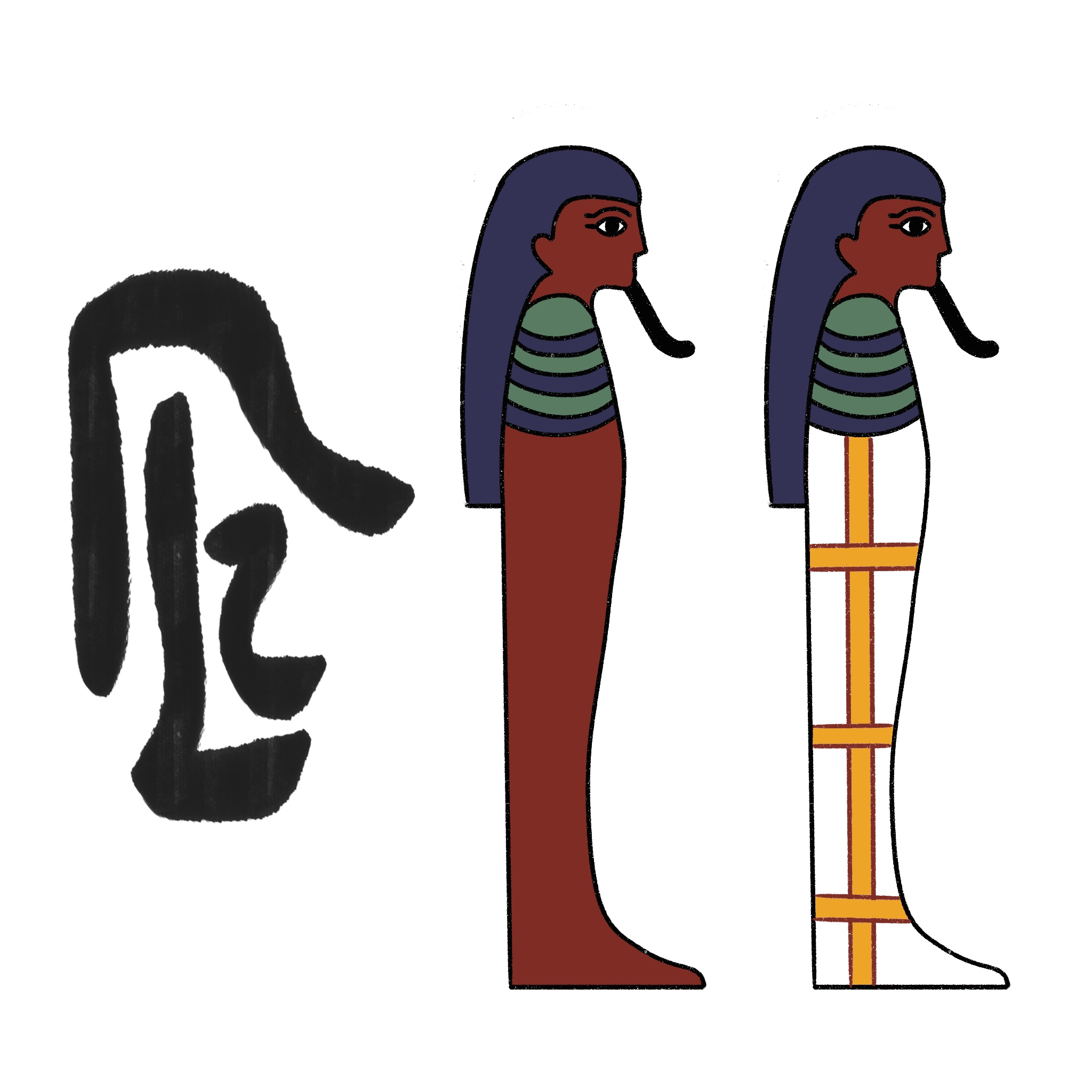
Version hiératique et hiéroglyphique

Le hiéroglyphe égyptien A53 (momie debout), est classifiée dans la section A « L'Homme et ses occupations » de la liste de Gardiner ; cet hiéroglyphe y est noté A53.

## Représentation
Il représente un homme debout momifié et osirifié portant la barbe recourbé des dieux. C'est probablement la représentation d'un ouchebti, statuette funéraire figurant une momie d'où sa fonction en tant que déterminatif des termes désignant une statue. Son linceul est généralement blanc avant l'époque ramesside.
Il est translittéré twt.

## Utilisation
C'est un déterminatif des termes désignant une momie, des termes désignant une statue et des substantifs se rapportant à la notion de transformation et de l'aspect, forme, hypostase.
| t | w&t | A53 |

| t | w&t | A53 |

## Exemples de mots
| i | ir | w | A53 | Z1 |

| i | ir | w | A53 | Z1 |

| i | w | A53 |

| i | w | A53 |

| D33 · t · Z4 | A53 |

| D33 · t · Z4 | A53 |